# سحر داوری
سحر داوری (۴ اردیبهشت ۱۳۶۴) اسکی باز روی چمن سابق ایرانی است. او در مسابقات قهرمانی جهان در سال ۲۰۰۵ شرکت کرد و به رتبه ۵ جام جهانی دست یافت.

## حرفه
اولین تجربه شرکت در یک مسابقه بین‌المللی برای سحر داوری، مسابقات قهرمانی جهان سال ۲۰۰۵ در پیست اسکی دیزین ایران بود. او در مسابقات سال ۲۰۰۵ نتوانست جایگاهی بهتر از رتبه شانزدهم را کسب کند. دو سال بعد او توانست در اولین و تنها مسابقه جام جهانی خود در پیست دیزین شرکت کند. در این مسابقات، او به رتبه پنجم دست یافت و بدین ترتیب او تنها امتیاز خود را در مسابقات جهانی کسب کرد. او در فصل ۲۰۰۷ به همراه هموطنش پریسا شاهمرادپور و لوسی سوروکووا چکی به صورت مشترک به مقام شانزدهم دست یافتند و بدین ترتیب داوری آخرین جام جهانی خود را تجربه کرد. پس از آن او دیگر در هیچ مسابقه بین‌المللی شرکت نکرد.
داوری در زمستان ۱۳۸۶ و ۱۳۸۷ در مسابقات اسکی آلپاین ایران نیز شرکت کرد. در مسابقات FIS یک بار در بین ده فرد برتر قرار گرفت و در مسابقات قهرمانی ایران بهترین نتیجه او مقام پنجم در اسلالوم ۲۰۰۷ بود.